# Реальний ефективний валютний курс
Реальний ефективний валютний курс, Реальний ефективний обмінний курс (англ. real effective exchange rate, REER) — показник, що характеризує динаміку валютних курсів. Показує зміни цінової конкурентоспроможності товарів країни по відношенню до продукції основних торговельних партнерів.
Стандартна методика розрахунку реального обмінного курсу враховує відношення індексів споживчих цін (ІСЦ) всередині країни і за кордоном, а також долю кожної країни в зовнішньоторговельному обороті.